# Södra judiska begravningsplatsen i Stockholm

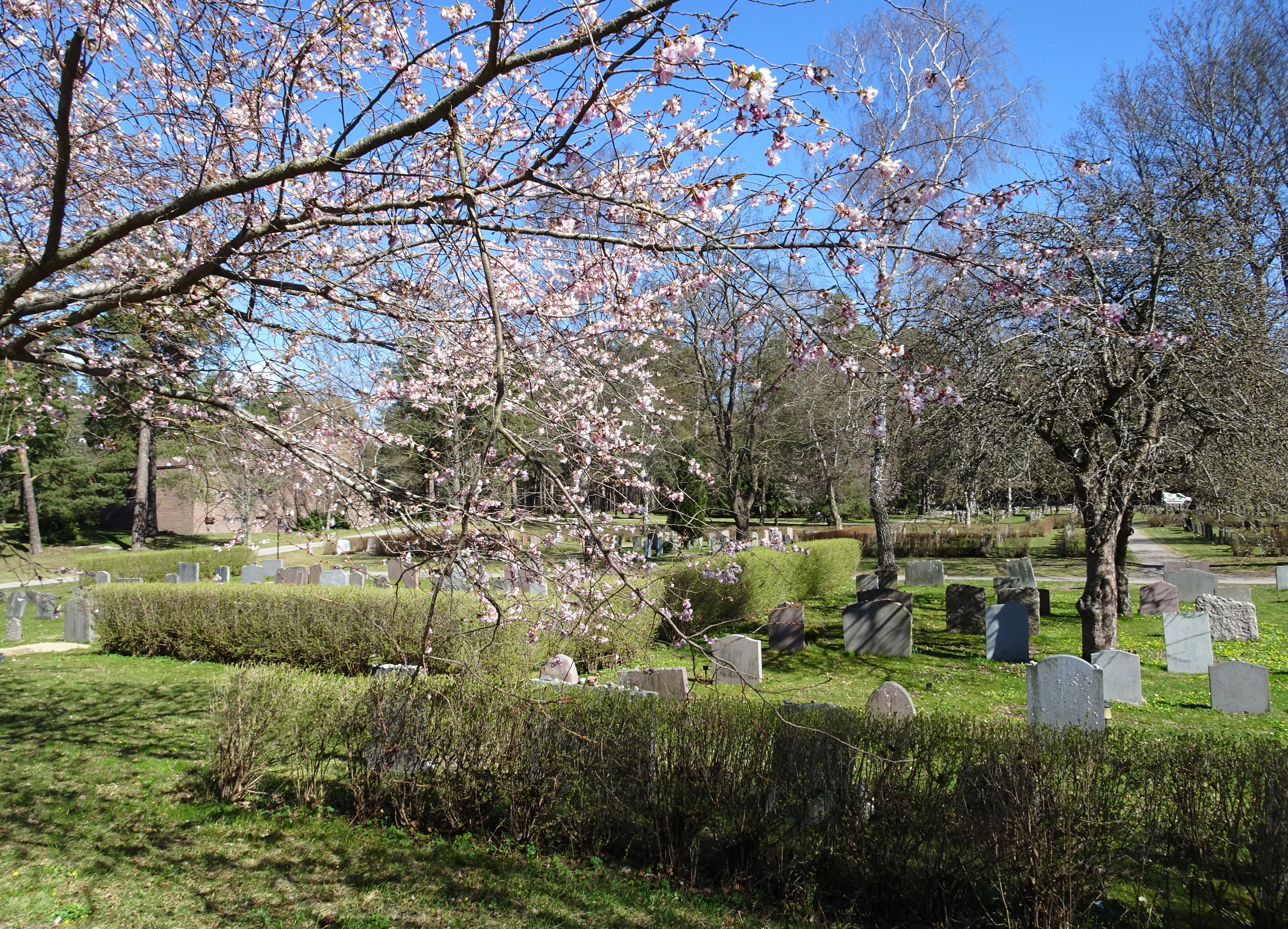
Södra judiska begravningsplatsen, 2020.

Södra judiska begravningsplatsen i Stockholm (även Judiska församlingens södra begravningsplats) ligger i östra delen av Gubbängen i Söderort. Begravningsplatsen började tas i bruk 1952 i ett område söder om Skogskyrkogården. Huvudentrén har adressen Bogårdsvägen 17-19.

## Historik

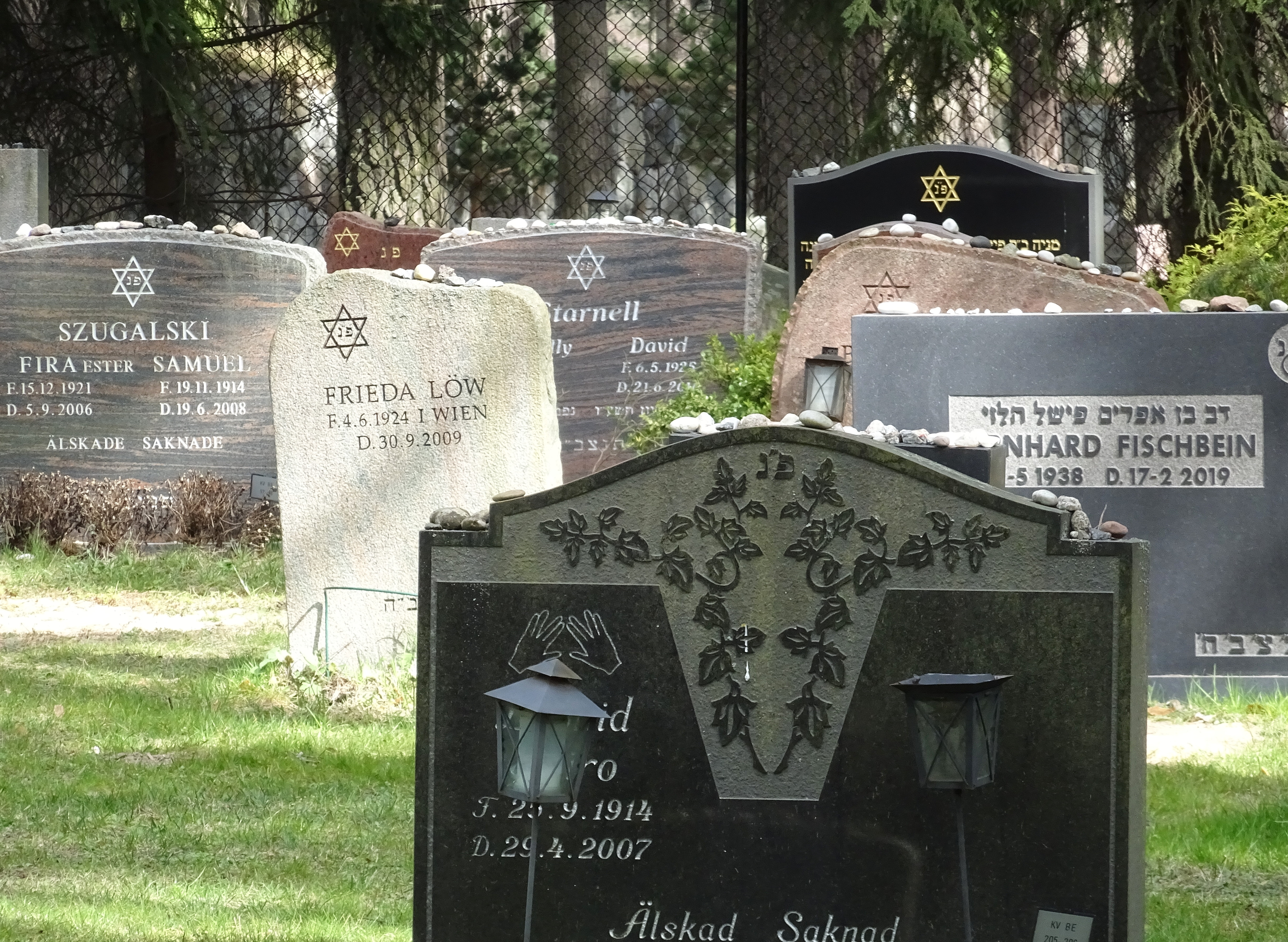
Begravningsplatsen i april 2020.

Som en av fyra begravningsplatser för Judiska församlingen i Stockholm inrättades i början av 1950-talet församlingens nyaste begravningsplats i ett område söder om Skogskyrkogården. Marken, som tidigare nyttjades av en handelsträdgård, förvärvades av Mosaiska församlingen redan 1943. Meningen var att Södra judiska begravningsplatsen skulle efterlikna Skogskyrkogården med sina stora parkliknande grönytor inbäddade i det befintliga trädbeståndet.
De flesta judiska begravningar, ungefär två i veckan, sker på Södra judiska begravningsplatsen. Här finns också ett modernt tahara-rum där all tvagning och svepning sker.

### Judiska kapellet
Begravningskapellet invigdes 1969. Byggnaden uppfördes av byggmästaren Olle Engkvist (Bygg-Oleba) efter ritningar av arkitekt Sven Ivar Lind. Byggherre var Mosaiska församlingen Stockholm. Sven Ivar Lind gestaltade byggnaden i en kraftfull arkitektur i mörkbränt tegel. Fyra hörnfönster ger rummet ett intressant släpljus.
Runt den högre mittdelen grupperar sig lägre byggnadskroppar och mot öster löper en mur ut på vilken plaketter som hedrar förintelsens offer är fästa. Vid huvudentrén i öster märks inskriptioner på hebreiska och en sjuarmad ljusstake ritsad i puts. Inskriptionen lyder: "Lovad vare du, evige, som kallar de hädangångna till liv".
Byggnaden är blåmärkt av Stadsmuseet i Stockholm vilket innebär att den representerar "synnerligen höga kulturhistoriska värden".

### Bilder, kapellet

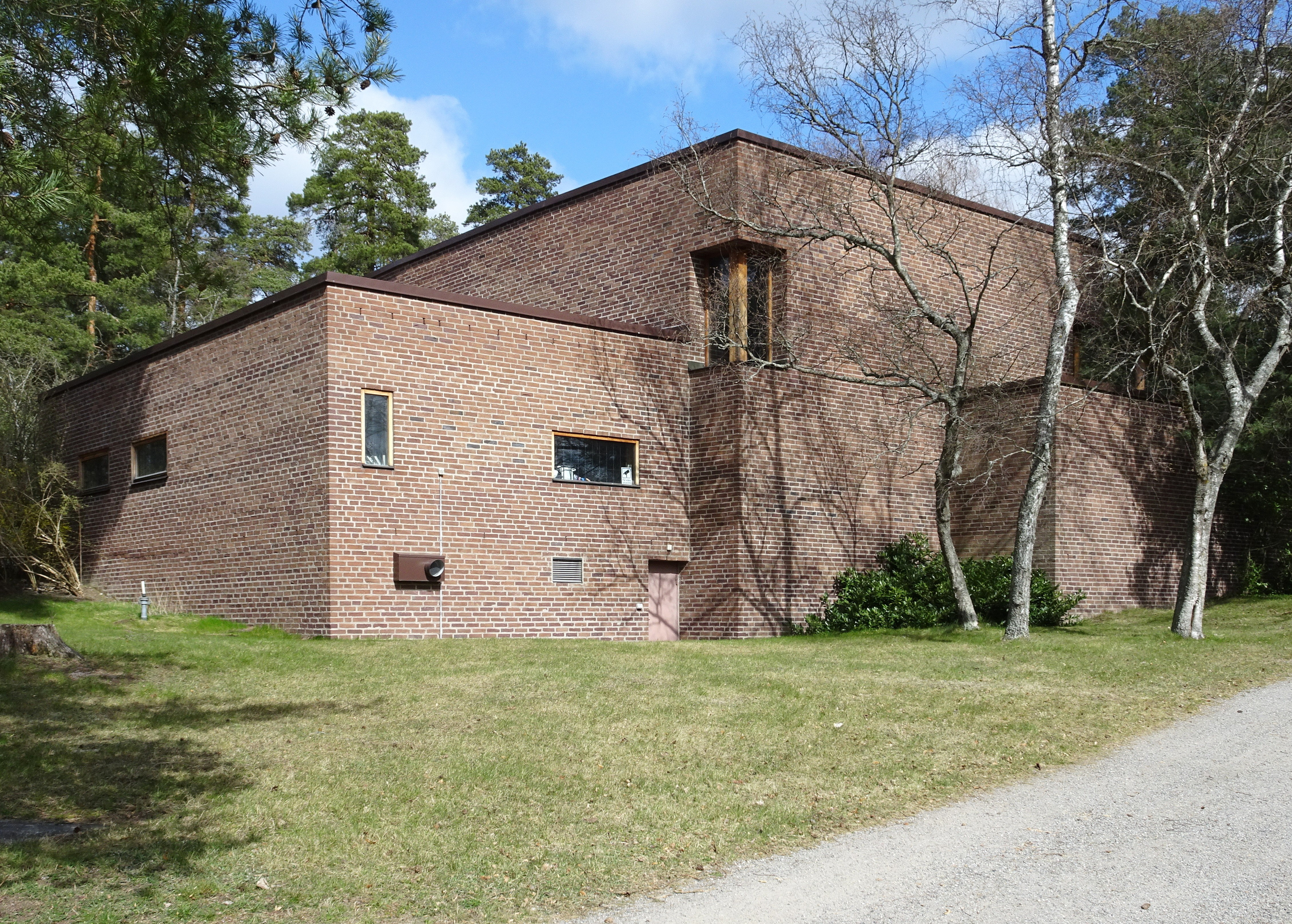
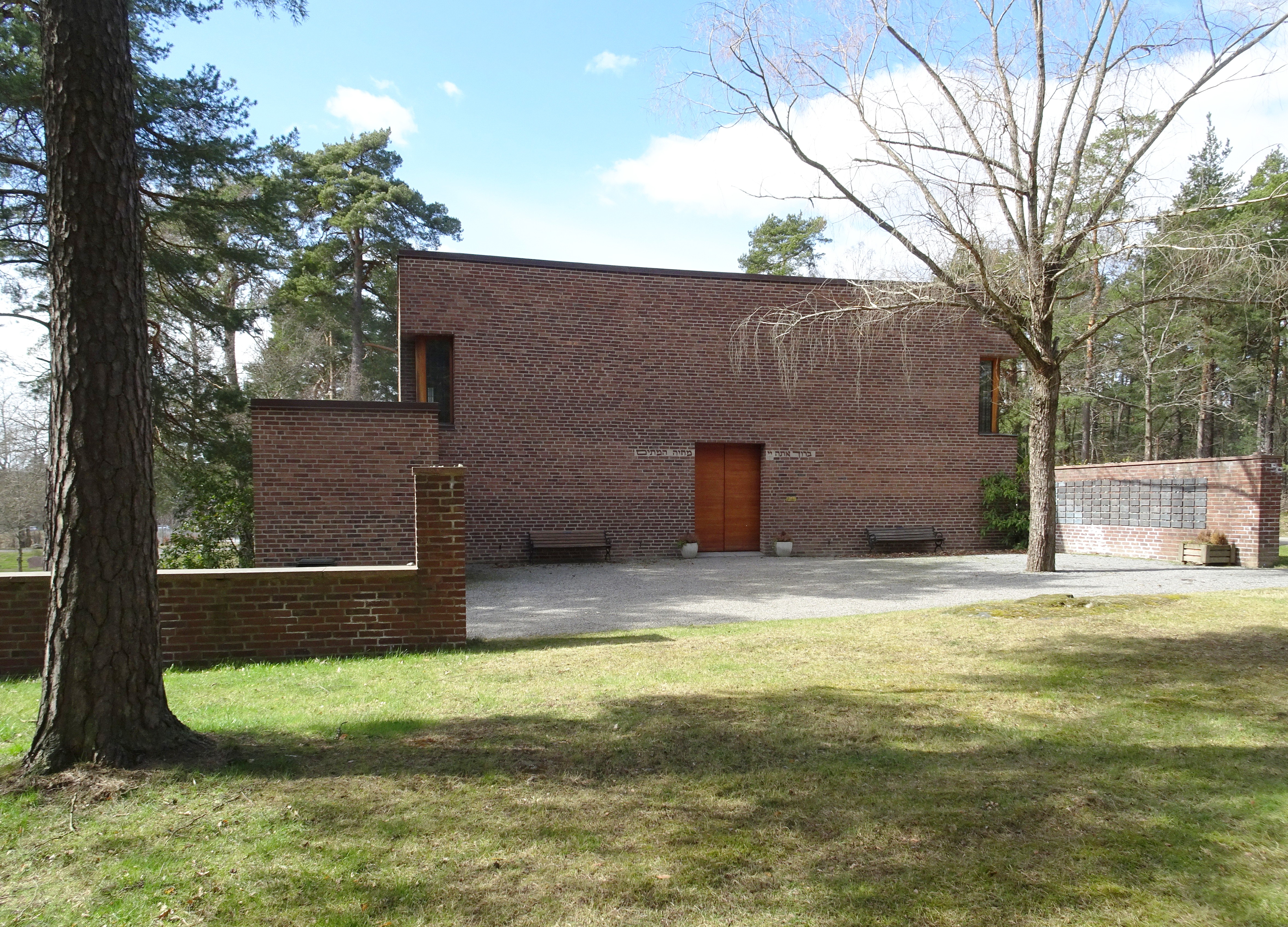
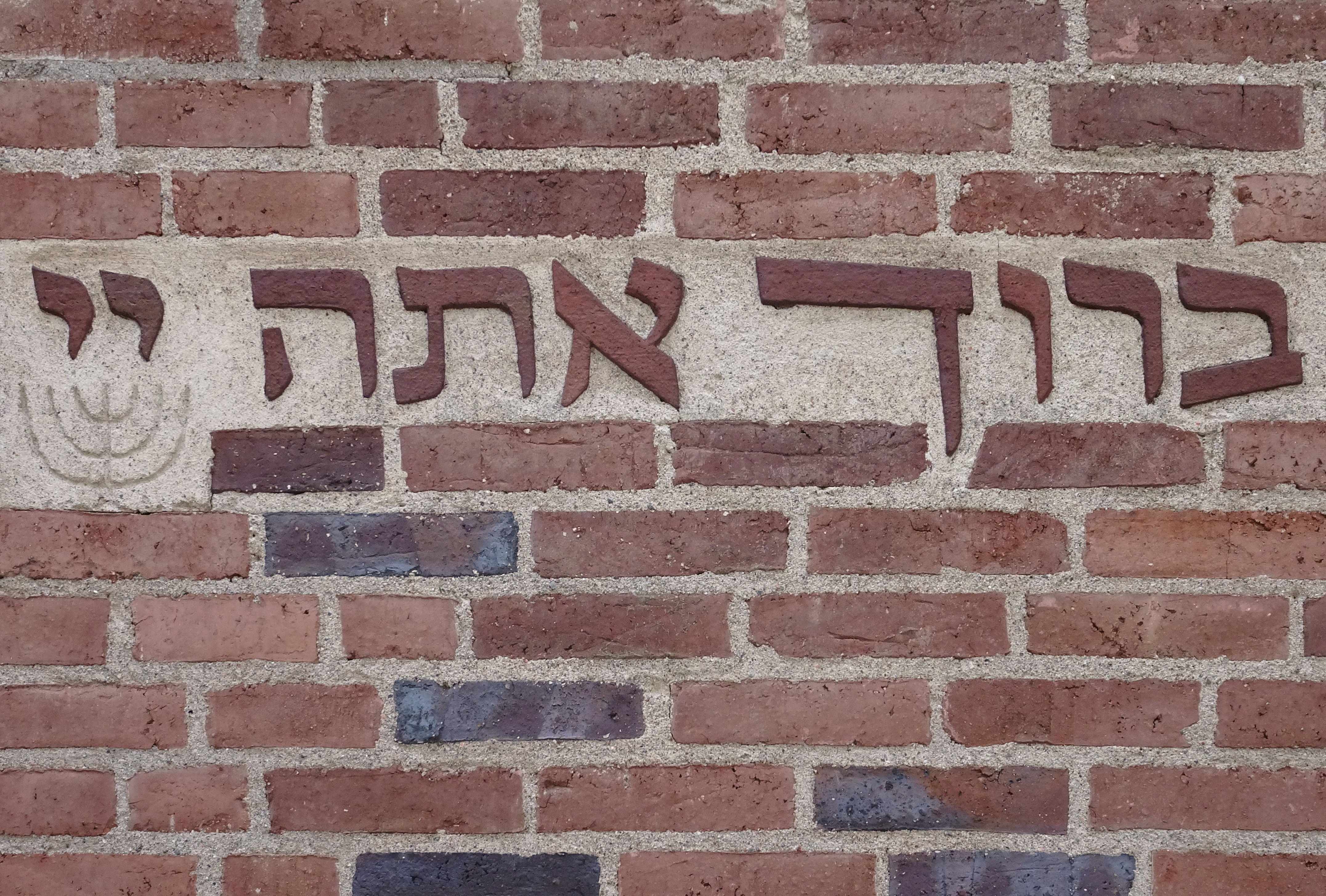
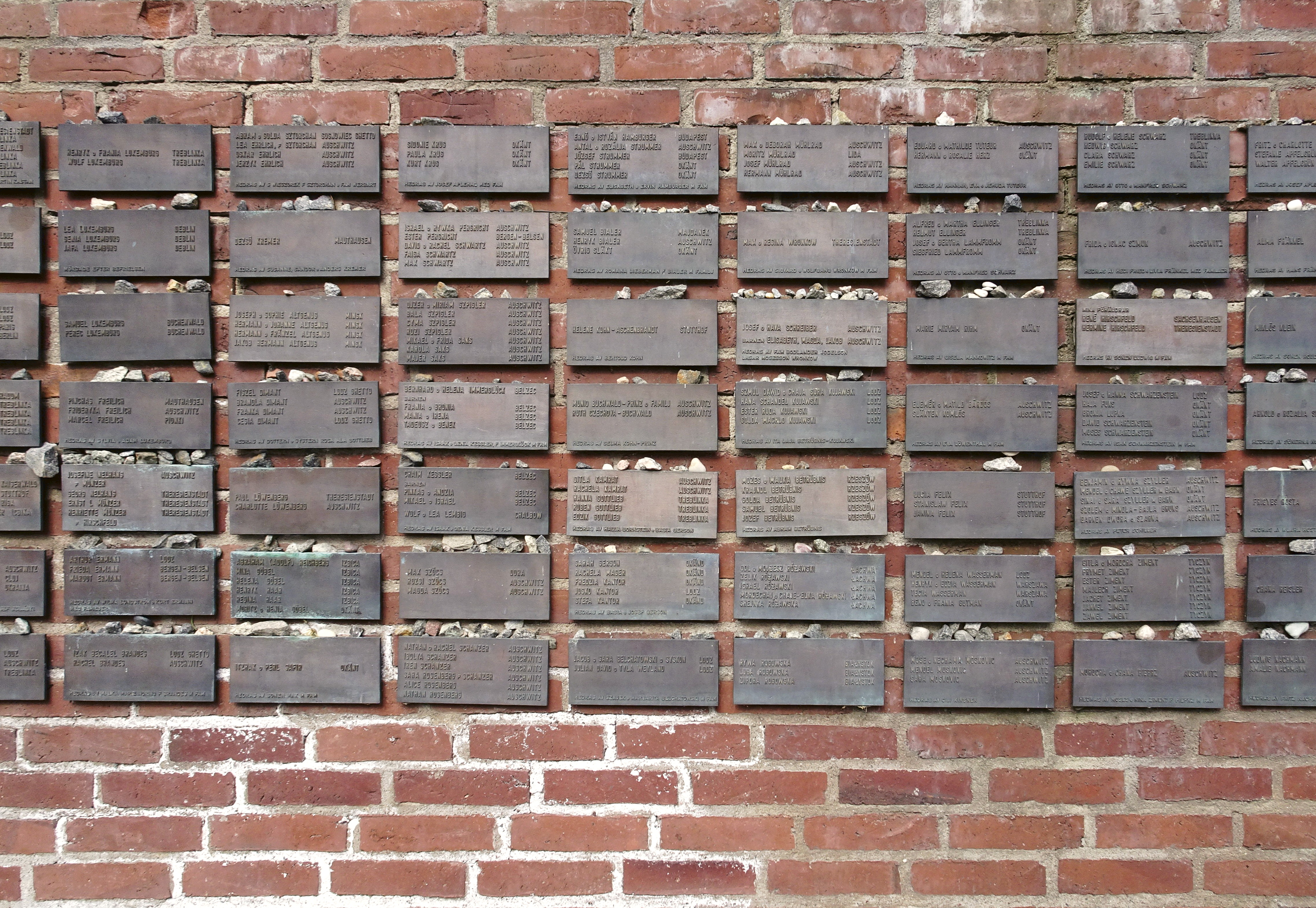
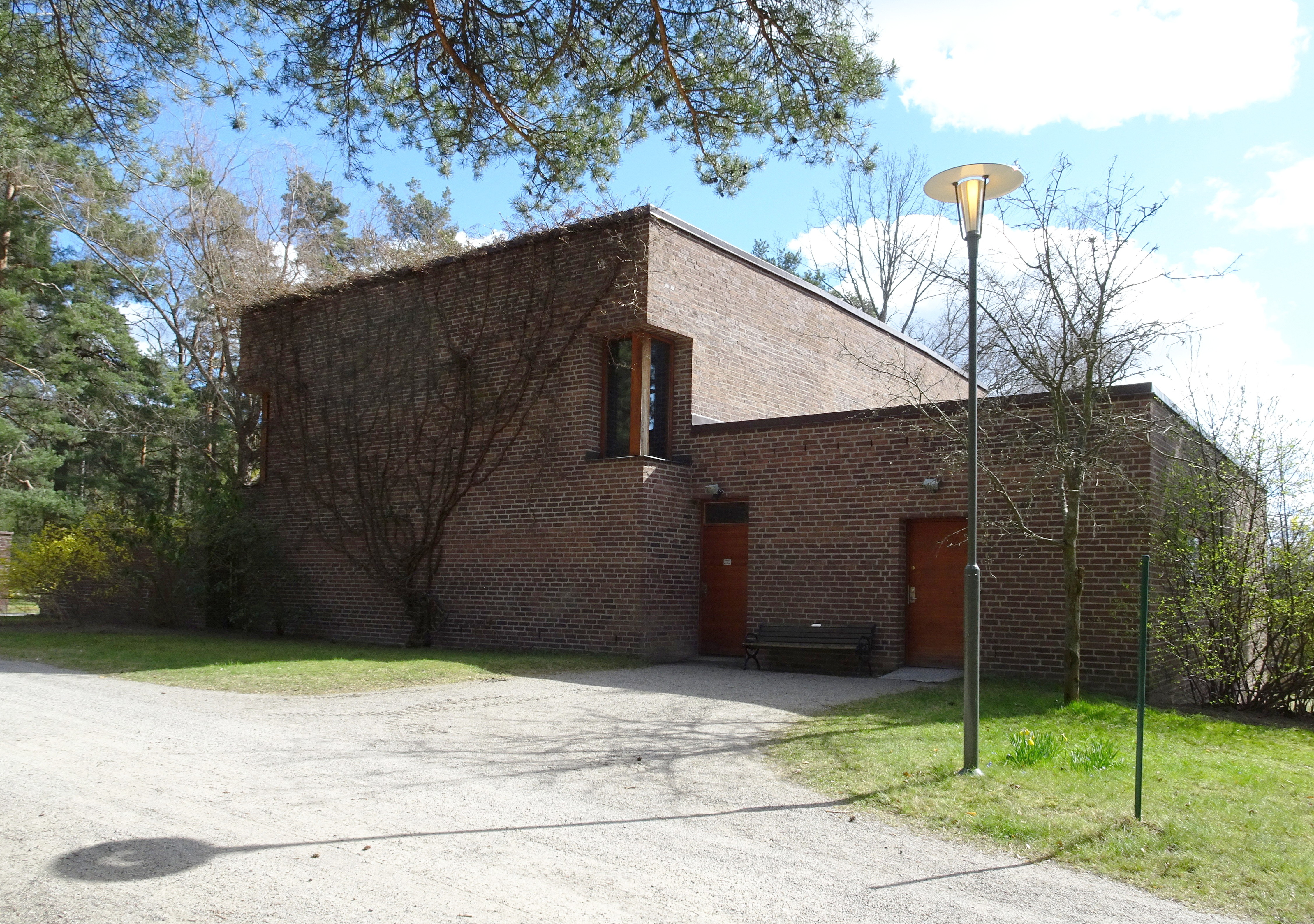